# IWeb
 (juin 2020).
Si vous disposez d'ouvrages ou d'articles de référence ou si vous connaissez des sites web de qualité traitant du thème abordé ici, merci de compléter l'article en donnant les références utiles à sa vérifiabilité et en les liant à la section « Notes et références ».
iWeb est un logiciel d'Apple lancé en janvier 2006 distribué jusqu'à fin 2010 qui faisait partie de la suite iLife pour Mac OS X. iWeb intégrait la stratégie du hub numérique définie par Steve Jobs.
iWeb a été arrêté par Apple en 2011 dans la suite iLife'11 comprenant uniquement iMovie, GarageBand et iPhoto. La principale cause est l'arrêt de MobileMe (remplacé aujourd'hui par iCloud).
iWeb est toujours fonctionnel mais il n'est plus distribué (MobileMe ne fonctionne plus depuis octobre 2011) et de nombreuses équivalences existent (ex : Adobe Muse, RapidWeaver ou encore WebAcappella).

## iWeb
iWeb est un logiciel qui permet à l'utilisateur de créer son site web personnel. Son intégration complète avec les autres logiciels de la suite iLife lui permet d'importer des photos d'iPhoto ou des morceaux de musique d'iTunes ou de GarageBand et de les intégrer à son site web.
iWeb inclut des thèmes de sites web conçus par Apple qui permettent à l'utilisateur de simplement remplacer le texte et les images du thème par son propre texte et ses propres images. La nouvelle version d'iWeb inclut huit nouveaux thèmes et chacun des 26 thèmes (en tout) comporte huit différents modèles de page : « Bienvenue », « Fiche personnelle », « Photos », « Mes albums », « Film », « Blog », « Podcast », « Vide ».
iWeb offrait trois solutions pour publier un site web : 
1. MobileMe (arrêté et remplacé par iCloud en octobre 2011) ;
2. le FTP ;
3. exportation du site dans un dossier pour ensuite le modifier.

## iWeb'09
Sur cette version, les nouveautés comprennent la publication du contenu iWeb sur un serveur de type FTP, cinq nouveaux widgets web dont YouTube, Photo iSight, Séquence iSight, Compte à rebours et Flux RSS, deux nouveaux thèmes (« Trait fin » et « Imprimé à feuille »), les notifications Facebook lors de la publication du contenu et la gestion indépendante de plusieurs sites sur le même fichier Domain.